# Snarøya

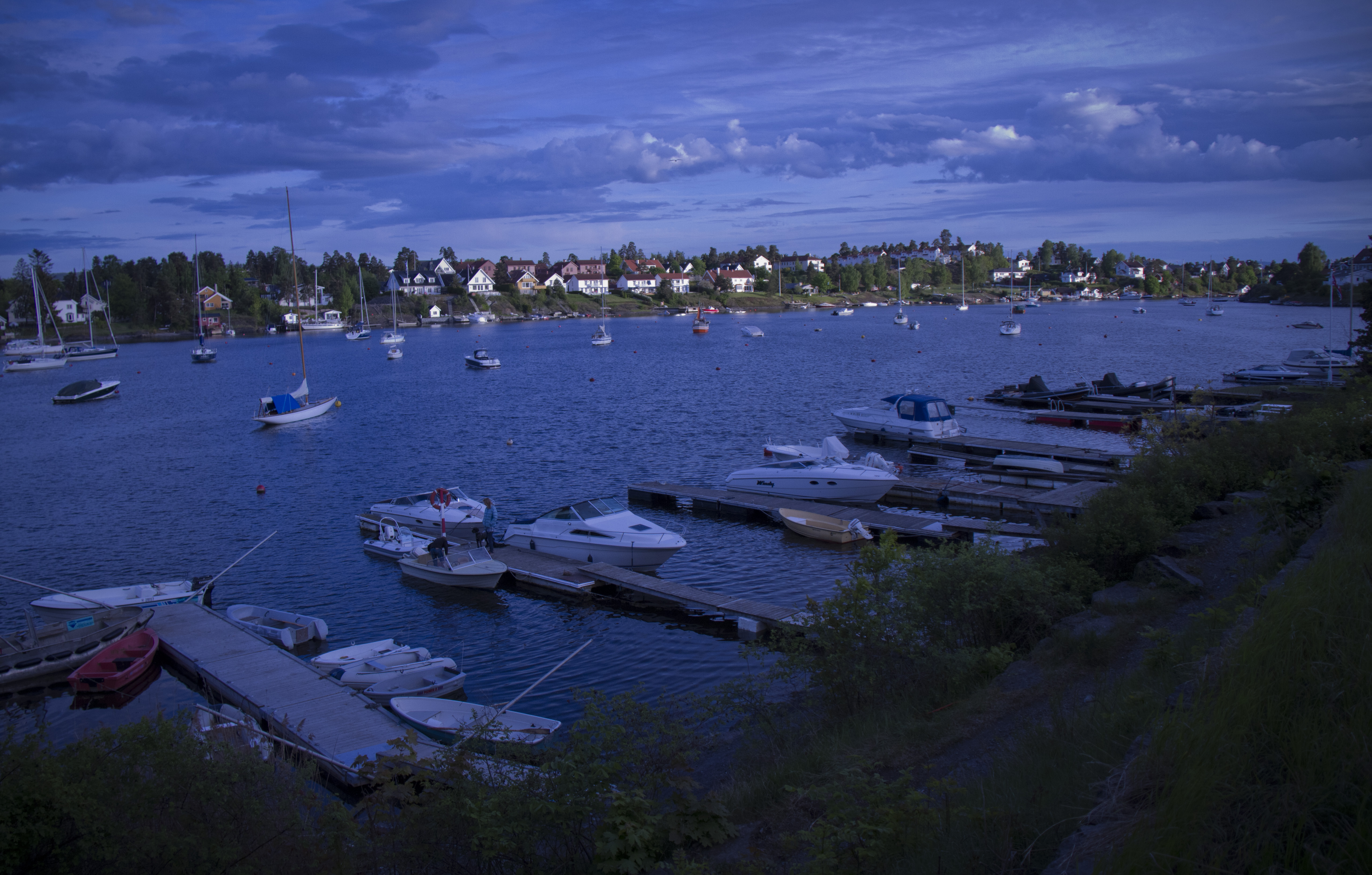
Snarøykilen.

Snarøya är en halvö i den innersta delen av Oslofjorden i Bærums kommun i Akershus fylke i Norge. På 1500-talet var Snarøya en ö, begränsad av det som idag är Snarøykilen och Hundsundet, från början sundet mellan Snarøya och fastlandet som senare fylldes igen.
Den 22 maj 1946 störtade ett flygplan med tio passagerare och tre besättningsmän på Snarøya, alla utom en person avled, däribland konstnären Isaac Grünewald, hans fru Märta och den norska motståndsmannen och författaren Ronald Fangen. 